# Ceratocapsus elongatus
Ceratocapsus elongatus är en insektsart som först beskrevs av Philip Reese Uhler 1894.  Ceratocapsus elongatus ingår i släktet Ceratocapsus och familjen ängsskinnbaggar. Inga underarter finns listade i Catalogue of Life.